# Middagsfjall, Eysturoy
Middagsfjall är ett berg i Färöarna (Kungariket Danmark).   Det ligger i sýslan Eysturoya sýsla, i den norra delen av landet, 30 km norr om huvudstaden Tórshavn. Toppen på Middagsfjall är 601 meter över havet. Middagsfjall ligger på ön Eysturoy.
Terrängen runt Middagsfjall är kuperad. Havet är nära Middagsfjall åt nordost. Runt Middagsfjall är det ganska glesbefolkat, med 36 invånare per kvadratkilometer. Närmaste större samhälle är Fuglafjørður, 10,1 km sydost om Middagsfjall. Trakten runt Middagsfjall består i huvudsak av gräsmarker.